# Acylophorus mauritianus
Acylophorus mauritianus  (лат.) — вид жуков-стафилинид из подсемейства Staphylininae. 

## Распространение
Остров Маврикий, Mt. Le Pouce , 20° 11' 48 S, 57° 31' 21 E.

## Описание
Мелкие жуки с вытянутым телом, длина от  6,5 до 7,2 мм. Основная окраска чёрная и красно-коричневая, ноги светлее. Голова крупная, в 1,2 раз шире своей длины, тонко и редко микроскульптирована. Пронотум блестящий, слега поперечный, в 1,1 раз шире своей длины. Надкрылья поперечные, в 1,1 раз шире своей длины. Вид был впервые описан в 2018 году и назван по месту обнаружения.